# Tony Lundgren
Tony Kjell Daniel Lundgren, född 1 juni 1979 i Lidköping, är en svensk skådespelare

## Biografi
Tony Lundgren är uppvuxen i Stora Levene i Västergötland. Han studerade vid Teaterhögskolan i Malmö 2000–2004. Där avlade han också en konstnärlig magisterexamen i Teater (Master of Fine Arts in Theatre) år 2004 som en av de första på en svensk Teaterhögskola. Innan det studerade Lundgren skådespeleri vid Wendelsbergs teater- och skolscen 1998-1999 och Katedralskolan/Skara Skolscen 1995–1998.
Lundgren har medverkat i åtskilliga produktioner inom teater och film. I urval kan nämnas produktioner på Malmö stadsteater, Norrbottensteatern, Fredriksdalsteatern med Eva Rydberg, Moomsteatern och Teater Insite. Mellan åren 2005 och 2010 arbetade Lundgren på Månteatern i Lund. Under dessa år medverkade han bland annat i turnéföreställningen ”Som det var” som spelades över 300 gånger. I film- och tv-produktioner har Lundgren medverkat i bland annat "Sockerexperimentet", "Bron", "Wallander" och "Skickelsen". I radioproduktioner har han medverkat i bland annat "Bulltoftakapningen 1972" och "Giftskandalen 1975" på Sveriges Radio drama. 
Lundgren var konstnärlig ledare och en av initiativtagarna för friteatergruppen Teater Lex. 
År 2011 var Lundgren showchef och regissör för stuntshowen på High Chaparral där han tidigare också medverkat som skådespelare och stuntman 2000–2006. Tony har även arbetat som regissör, pedagog och handledare vid ett antal föreställningar på Kreativa Akademin, Teater över gränserna och Lunds Fontänhus .
Innan Lundgren började på Teaterhögskolan i Malmö arbetade han bland annat en tid som entertainer på Kreta och som scentekniker i Joe Laberos show ”Illusions” på Rondo i Göteborg.
År 2024 tilldelades Lundgren utmärkelsen Best Supporting Actor på SoCal Fest Award i Kalifornien för sin rollprestation i filmen "Sockerexperimentet".
År 2018 var Lundgren nominerad för bästa biroll för sin rollprestation i filmen "Skickelsen" på Rome Prisma Independet Film Awards
År 2006 erhöll Lundgren Vara kommuns Kulturstipendium.

## Filmografi
- 2005 – Dödssyndaren, regi Rafael Pettersson
- 2007 – Med sina bara händer, regi Viking Johansson
- 2009 – No kids, regi Elias Wåhlund
- 2011 – Bron, regi Charlotte Sierling
- 2011 – Sista dagen, regi Alexander Karim
- 2011 – STIKK! (dubbning)
- 2012 – 24:e Timmen, regi Daniel ström
- 2012 – Réve Noir, regi Manolo Diaz Rämö
- 2013 – Wallander (Mordbrännaren), regi Charlotte Brändström
- 2014 – Hungerkonstnären, regi Pedram F Dahl
- 2014 – Batter (kortfilm), regi Manuel Concha
- 2015 - Kraftringen, regi Johan Grennert
- 2015 – Den enda vägen, regi Manuel Concha'
- 2016 - Kollektiva (reklam) - regi Jens Jansson
- 2016 - Kaffe, regi Daniel Karlsson/Björn Mauritz
- 2017 - Silver Service, regi Jowel Rainey
- 2018 - Guldfågeln (reklam), regi Henrik Holmqvist
- 2018 - Önskans hjärta, regi Martin Larsson
- 2018 - Skickelsen, Jonas Gramming
- 2020 - Skola24 (Infofilm), regi Daniel Mizera
- 2021 - Konflikthantering i skola (infofilm), regi Johan Brandsten/ Alexander Tilly
- 2023 - The Murphy Gang, regi Michael Brolin
- 2023 – Sockerexperimentet, regi John Tornblad

## Teater
- 1995, 1996, 1997, 1998 – Revyer, ScenVara
- 1998 – Entertainment shows, Creta Paradise Hotel, regi Rikke Sort Hansen
- 1999 – Illusions, (scentekniker), Joe Labero, regi Mikael Hylin,
- 2000 – A River city morning, High Chaparral, regi Stig Lindstad
- 2000 – Lucky Luke, High Chaparral, regi Stig Lindstad
- 2001 – Dollar & dynamiter, High Chaparral, regi Patrik Kristoffersen
- 2001 – Lucky Luke, High Chaparral, regi Patrik Kristoffersen
- 2002 – Alice i Spegellandet, Norrbottensteatern, regi Nathalie Ringler
- 2002 – Kopralen, High Chaparral, regi Patrik Kristoffersen
- 2003 – Ronja Rövardotter, (stuntkoreograf), Malmö stadsteater, regi Karin Enberg
- 2003 – Riksidrottsförbundets 100-årsjubileum i Blå hallen,
- 2003 – West side story, (stuntkoregraf), Malmö opera och musikteater, regi Ronny Danielsson
- 2003 – Svarta pengar, High Chaparral, regi Patrik Kristoffersen
- 2003 – The Full Monty, (stuntkoreograf), Malmö Opera och musikteater, regi Marianne Mörck
- 2004 – Den jagade, High Chaparral, regi Patrik Kristoffersen
- 2004, 2005 – Trollkarlen från Oz, Malmö stadsteater, regi Ronny Danielsson
- 2005 – Borgmästaren, High Chaparral, regi Patrik Kristoffersen
- 2005, 2006 – Råttpojken, Månteatern, regi Sven S Holm
- 2006 – Dollar i sikte, High Chaparral, regi Patrik Kristoffersen
- 2006, 2007, 2008 – Som det var, Månteatern, regi Sven S Holm
- 2007 – Ronja Rövardotter, Pipedream Production, regi Fredrika Tungström
- 2007, 2008 – Färden till Västern, Månteatern, regi Peter Oskarson
- 2008 – Mellan förtvivlan och hopp, Lunds Domkyrka, regi Lena Ekhem
- 2008, 2009 – Skämmerskans dotter, Månteatern, regi Jan Modin
- 2009 – Det susar i säven, Pipedream Production, regi Fredrika Tungström
- 2009, 2010 – Samson & Roberto, Månteatern, regi Marika Lagercrantz
- 2010 – Porslinsnegrer, Månteatern, regi Dennis Sandin
- 2010 – Billy iller på Julklappsjakt, Trelleborgs församling, regi Britt–Louise Håkansson
- 2011 – Banditer, High Chaparral, Banditledaren, regi Tony Lundgren
- 2011, 2012 – Lilla Asmodeus, Moomsteatern, regi Kjell Stjernholm
- 2012 – Arsenik och gamla spetsar, Fredriksdalsteatern (Eva Rydbergs Nöjesproduktion), regi Ronny Danielsson
- 2013 – Allo´Allo´emliga Armén, Fredriksdalsteatern (Eva Rydbergs Nöjesproduktion), regi Anders Albien
- 2013, 2014 – Via Dolorosa, Teater Insite, regi Dan Kandell
- 2014 – Ringaren i Notre Dame, Moomsteatern, regi Staffan Aspegren
- 2015 – Den Stressade, Fredriksdalsteatern (Eva Rydbergs Nöjesproduktion), regi Jan Hertz
- 2015, 2016, 2017, 2018 – Ett odjur till hembiträde, Cecilia Hjalmarssons Produktion, regi Dan Kandell
- 2016 - Eleonora, Lunds konsthall / Superflex, Lina Linde
- 2017 - En dag i Ekens underbara värld, Stiftelsen Skånska landskap, regi Leila Åkerlund
- 2017, 2018 - Hovslagarens dotter, Ystad stadsteater, regi Jessica Aleryd
- 2018, 2019 - Storkakademien, Stiftelsen Skånska landskap, regi Leila Åkerlund
- 2018 - Kung Ubu, Sommarteater på Krapperup, regi Dan Kandell